# Jerzy Woyna Orlewicz
Jerzy Wojciech Woyna Orlewicz (ur. 14 maja 1943 w Zakopanem) – narciarz-alpejczyk, olimpijczyk z Innsbrucku 1964, trener, działacz społeczny i sportowy, architekt.
Absolwent Wydziału Architektury Politechniki Krakowskiej.
W 1959 wygrał we Francji slalom specjalny pokonując między innymi Jeana-Claude Killy. w 1960 ponownie pokonał tego samego narciarza w slalomie, slalomie gigancie i dwuboju alpejskim.
W 1964 roku na olimpiadzie zimowej w Innsbrucku zajął 24. miejsce w zjeździe, 41. w slalomie gigancie i 30. miejsce w slalomie specjalnym. Zdobył 14 razy tytuł mistrza Polski. W Mistrzostwach Świata w 1966 roku w Portillo zajął 15. miejsce w kombinacji alpejskiej. Karierę sportową zakończył w 1969, podejmując pracę trenera w AZS Zakopane. Był również radnym miasta Zakopanego.

## Życie prywatne
Mieszka w Zakopanem. Ojciec Marian Woyna Orlewicz; matka Ewa Słobodzińska; brat Piotr ur. 1941 – lekarz stomatolog; żona – Joanna Spławińska; dwie córki: Barbara ur. 1969 – alpejka, wicemistrzyni polski w supergigancie 1989 i Elżbieta ur. 1976.

## Odznaczenia
- Srebrny Medal „Za Wybitne Osiągnięcia Sportowe”
- Srebrny Krzyż Zasługi, 1995